# Эклак
Эклак (нем. Ecklak) — община в Германии, в земле Шлезвиг-Гольштейн. 
Входит в состав района Штайнбург. Подчиняется управлению Вильстермарш.  Население составляет 304 человека (на 31 декабря 2010 года). Занимает площадь 15,59 км².